# Frambouhans
Frambouhans település Franciaországban, Doubs megyében. Lakosainak száma 878 fő (2022. január 1.). Frambouhans Maîche, Saint-Julien-lès-Russey és Bonnétage községekkel határos.

## Népesség
A település népességének változása:
| Lakosok száma | 274  | 545  | 553  | 691  | 865  | 881  | 904  | 906  | 900  | 878  |
|               | 1968 | 1982 | 1990 | 2006 | 2013 | 2015 | 2017 | 2019 | 2020 | 2022 |